# Kaplica Wniebowzięcia Najświętszej Maryi Panny „Ta’ Bernarda” w Għargħur
Kaplica Wniebowzięcia Najświętszej Maryi Panny „Ta’ Bernarda” (malt. Kappella ta’ Santa Marija ta’ Bernarda, ang. Santa Maria Ta’ Bernarda Chapel) – rzymskokatolicka kaplica w miejscowości Għargħur na Malcie. Świątynia należąca do parafii św. Bartłomieja w Għargħur stoi przy Triq il-Kbira.

## Historia
Kiedy prałat Pietro Dusina, delegat apostolski, wizytował Għargħur 30 stycznia 1575 kaplica Santa Maria „Ta’ Bernarda” była pierwszą świątynią, którą odwiedził, a to z racji jej położenia przy głównej ulicy wioski Triq il-Kbira.
Świątynia ta została zbudowana w 1571 przez Bernardę Cauchi, być może na miejscu wcześniejszej, gdyż Achille Ferres podaje, iż powstanie kaplicy sięga XV wieku. W owym czasie opiekował się nią Damjan Cauchi, mąż Bernardy. Fakt fundacji oraz obowiązki opiekuna zapisane zostały w akcie notarialnym notariusza Angelo Bonello (lub Angelo Mamo) 10 sierpnia 1571. Kaplica została odbudowana w 1588.
Kiedy w 1615 biskup Baldassare Cagliares wizytował kaplicę, zastał w niej  nad ołtarzem mały stary obraz przedstawiający Madonnę ze świętymi Kosmą i Damianem; kazał wówczas namalować większy. Były tam też świeczniki i lampa przed ołtarzem.
W 1655 (według innych źródeł 1659) ówczesny opiekun kaplicy, ks. Luqa Mifsud odbudował ją lub wyremontował. Biskup Lorenzo D’Astiria odwiedził kaplicę w 1673 i znalazł ją w należytym stanie. Ponownie w 1744 biskup Paul Alphéran de Bussan potwierdził dobry stan i wyposażenie świątyni.
Ostatnia ważna uroczystość sprawowana w tej świątyni miała miejsce 19 października 1941. Tego dnia biskup Mikiel Gonzi, który w tym czasie był jeszcze biskupem Gozo, po oddaniu czci świętym relikwiom, poprowadził procesję z tej kaplicy do kościoła parafialnego św. Bartłomieja, gdzie poświęcił pięć ołtarzy.
Budynek kaplicy służył przez kilka lat do przechowywania dekoracji świątecznych, przez wiele następnych lat stał nieużywany i całkowicie opuszczony.

## Architektura
Nie jest znany architekt istniejącej dziś kaplicy, której, jak wspomniano wyżej fundatorem był Dun Luqa Mifsud. 

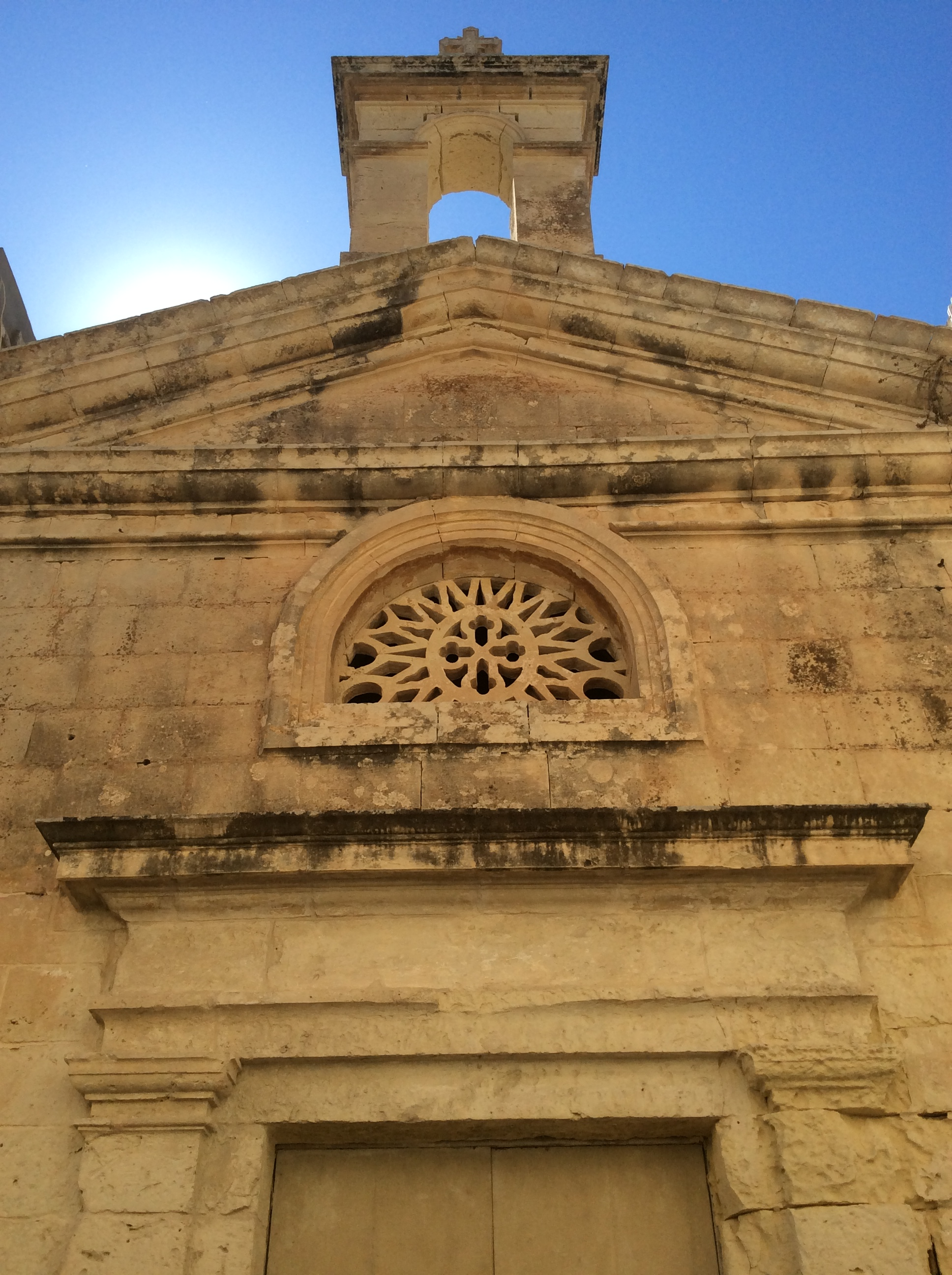
Górna część fasady kaplicy.

### Wygląd zewnętrzny
Fasada kaplicy jest prosta i ma jedne drzwi pośrodku między dwoma pilastrami, na których spoczywa proste belkowanie. Drewniane drzwi mają małe kwadratowe okienko w każdym skrzydle, dzięki czemu można zajrzeć do kościoła, nawet gdy jest zamknięty. Wyżej, nad drzwiami, półokrągłe okno z kamienną rozetą. Całość przykrywa trójkątny fronton, na którego szczycie mała dzwonnica typu bell-cot z kamiennym krzyżem.

### Wnętrze kaplicy
Sklepienie beczkowe jest podzielone czterema żebrami. Ołtarz wykonany jest z kamienia i znajduje się na prezbiterium wzniesionym schodkiem ponad resztę kaplicy. Nad ołtarzem obraz tytularny Wniebowzięcie Najświętszej Maryi Panny otoczony kamienną ramą. Ponad nim kolejny, owalny obraz przedstawiający Trójcę Świętą. Podłoga pokryta jest oryginalnymi płytkami. Po obu stronach ołtarza znajdują się małe kamienne ławeczki. 

#### Obraz tytularny
Na obrazie tytularnym kaplicy widzimy Matkę Bożą wniebowziętą w otoczeniu aniołów i jedenastu apostołów otaczających jej grób. Po obu stronach Maryi święci Kosma i Damian. Obok każdego z nich mały aniołek - jeden trzyma gałązkę palmową, atrybut męczenników, a drugi w jednej ręce taką samą gałązkę, zaś w drugiej kielich z kamieniami żółciowymi. Średniowieczni mieszkańcy Malty mieli wielkie nabożeństwo do tych dwóch świętych i zwracali się do nich, gdy mieli chorobę, której lekarze nie mogli wyleczyć. Nie jest znany autor tego obrazu.

#### Inne obrazy
W kaplicy znajduje się również obraz Niepokalane Poczęcie sygnowany przez Filippo Dingliego, brata architekta Tommaso Dingliego, projektanta kościoła parafialnego w Għargħur. Filippo namalował trzy inne obrazy, które znajdowały się w kościele parafialnym, a dziś znalazły miejsce w kościele Santa Maria „Taż-Żellieqa”.

Obraz Niepokalane Poczęcie jest bardzo interesujący za przyczyną rzadko widywanego przedstawienia postaci na nim. Mianowicie, chociaż obok Madonny ukazany jest Bóg Ojciec i Duch Święty, nie widać Drugiej Osoby Trójcy Świętej – Syna Bożego. Ale Madonna jest przedstawiona ubrana w czerwień (kolor tradycyjnie kojarzony z Jezusem Chrystusem, a nie z Nią samą) i jest przedstawiana jako ciężarna, czekająca, by dać światu Syna Bożego. Być może dlatego ten obraz został usunięty z kościoła parafialnego i przeniesiony do kaplicy Ta’ Bernarda. Dzieło nosi sygnaturę „Filippo Dingli pittore Maltese” i rok 1657.

## Renowacja kaplicy
W 2013 odnowiono obraz Niepokalane Poczęcie Filippo Dingliego i przeprowadzono pewne prace konserwatorskie. W 2017 rozpoczęto renowację elewacji i wewnętrznych ścian kaplicy. Prace renowacyjne objęły usuwanie chwastów i roślinności z elewacji, usuwanie łuszczącej się farby, usuwanie pleśni z tkaniny kamiennej, wymianę i przywrócenie zniszczonego kamienia. Inne prace objęły odtworzenie ubytków poprzez naprawę plastyczną przy użyciu mieszanki wapiennej oraz spoinowanie i wykończenie robót kamieniarskich, polegające na usunięciu istniejących wadliwych spoin, zmyciu kamienia i ponownym spoinowaniu. Zainstalowane zostały również nowe systemy oświetlenia i nagłośnienia. Prace zostały ukończone w sierpniu 2021, koszt prac wyniósł 50 000 euro. Dwa historyczne obrazy w kaplicy mają zostać odrestaurowane w późniejszym terminie.